# Señorío de Albatera
El Señorío de Albatera fue un Señorío concedido por Fernando de Aragón en 1355 a Ramón de Rocafull y García. A finales del siglo XIII Albatera le había sido concedida a los Acaido, posteriormente a los Masquefa y por vínculo matrimonial a los Rocafull.

## Señores de Albatera
|                                         | Titular                                 | Periodo                                           |
| Otorgado por Fernando de Aragón en 1355 | Otorgado por Fernando de Aragón en 1355 | Otorgado por Fernando de Aragón en 1355           |
| --------------------------------------- | --------------------------------------- | ------------------------------------------------- |
| I                                       | Ramón de Rocafull y García              | (1355 - (?))                                      |
| II                                      | Guillem de Rocafull                     |                                                   |
| III                                     | Ramón de Rocafull y Pedrosa             |                                                   |
| IV                                      | Guillem Pedro de Rocafull y Sánchez     | ((?) - 1429)                                      |
| V                                       | Ramón de Rocafull                       | (1429 - 1463) Último Señor y I barón de Albatera. |

## Linajes
Desde la creación del Señorío de Albatera, un único linaje fue propietario de este feudo, portando el título de nobleza de Señor de Albatera. 
- Casa de Rocafull (1355 - 1463)